# Eugenio Soto (Fußballspieler)
Eugenio Soto Cañete (* 28. Dezember 1909; † 3. Januar 1998) war ein chilenischer Fußballspieler und -trainer. Der Torwart lief in einem Länderspiel für Chile auf.

## Karriere

### Verein
Eugenio Soto spielte mindestens von 1935 bis 1937 beim Hauptstadtklub CD Magallanes. Mit dem Klub gewann der Torhüter die Meisterschaft 1935. Zudem lief er noch für den CSD Colo-Colo auf. Nach seiner aktiven Zeit war Soto als Trainer vom CD Green Cross tätig, mit dem er die Meisterschaft gewann.

### Nationalmannschaft
Eugenio Soto debütierte für die Nationalmannschaft beim Campeonato Sudamericano 1937 unter Trainer Pedro Mazullo, als er für Stammtorwart Luis Cabrera beim Stand von 3:5 gegen Brasilien eingewechselt wurde. Chile verlor die Partie mit 4:6 und wurde insgesamt, trotz guter Turnierleistungen, Fünfter der sechs Teilnehmer. Es blieb das einzige Länderspiel für Soto.

## Erfolge

### Spieler
Magallanes
- Chilenischer Meister: 1935

### Trainer
Green Cross
- Chilenischer Meister: 1945